# Râul Tundja
Râul Tundja (în bulgară Тунджа; în turcă Tunca; în greacă Τόνζος) este un râu în Bulgaria și Turcia și cel mare afluent al râului Marița, vărsându-se pe teritoriul Turciei în apropiere de  Edirne.
Râul izvorăște din partea centrală a Munților Stara Planina, la nord de Kalofer, curge spre est și face o buclă înspre sud înainte de Iambol, curgând astfel până la vărsarea în Marița. Lungimea râului Tundja pe teritoriul Bulgariei este de 350 km. El are aproximativ 50 de afluenți, dintre care cei mai mari sunt Mociurița, Popovska și Sinapovska.
Orașele de pe malurile râului sunt Kalofer, Iambol și Elhovo.

## Onoruri
Ghețarul Tundja de pe Insula Livingston din cadrul Insulele Shetland de Sud (Antarctica) este numit după râul Tundja.

## Imagini
Imagini ale râului Tundja la Iambol:

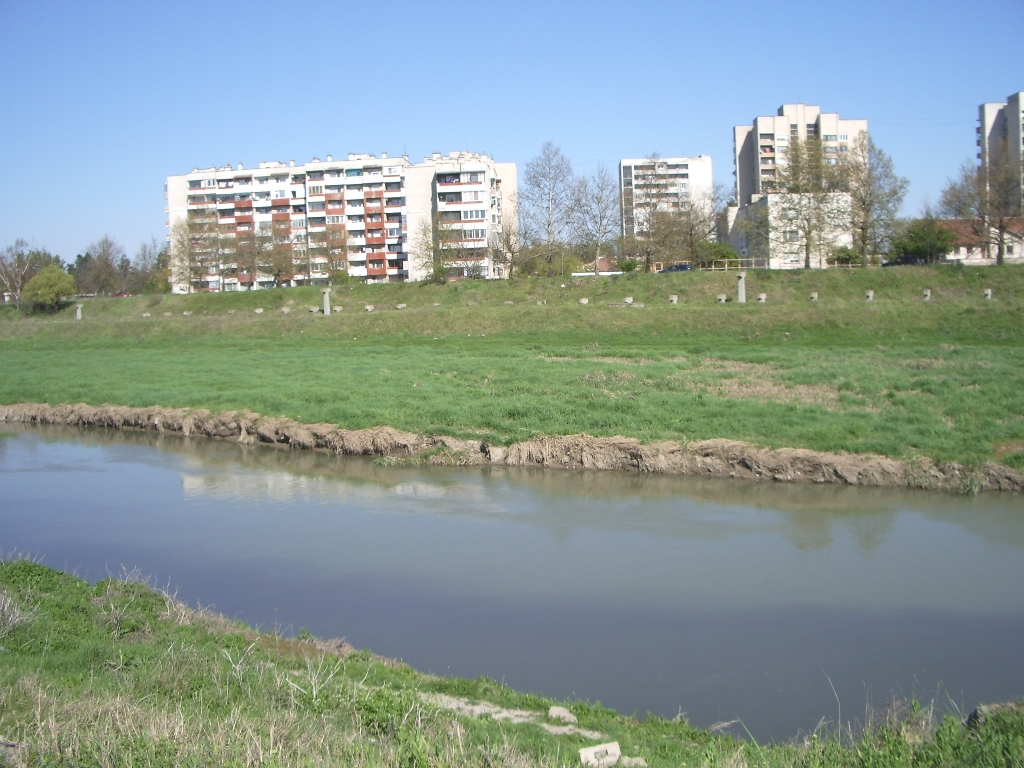
Râul Tundja în apropiere de cartierul Kargona
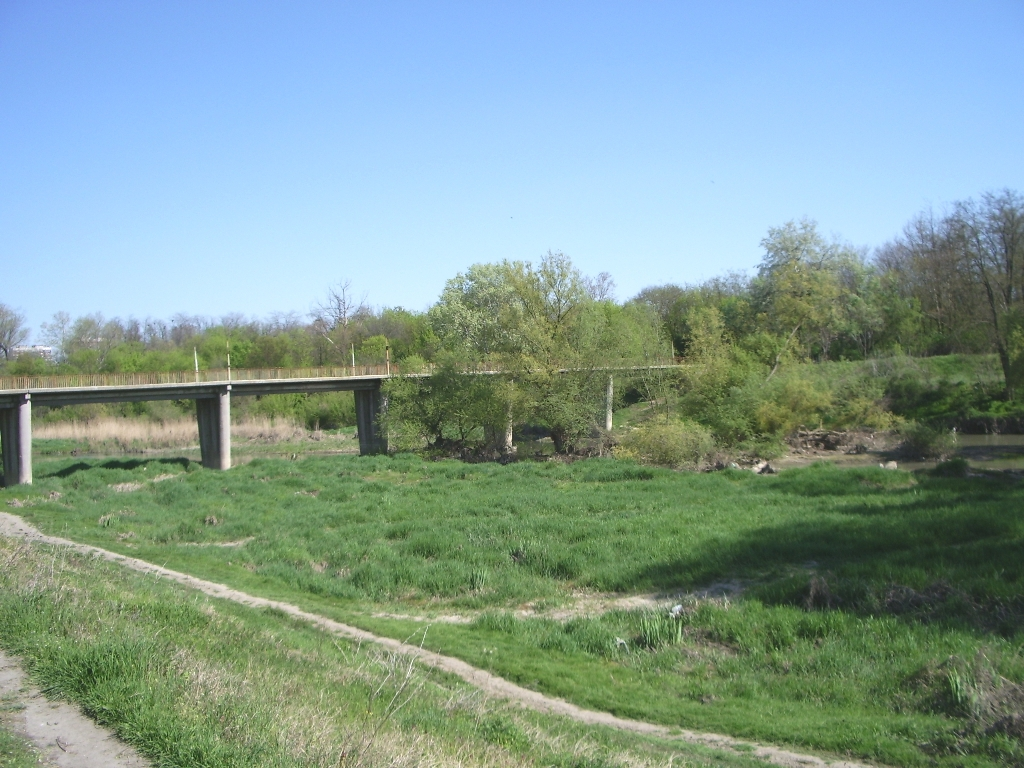
Podul de lângă Fabrica de dulciuri
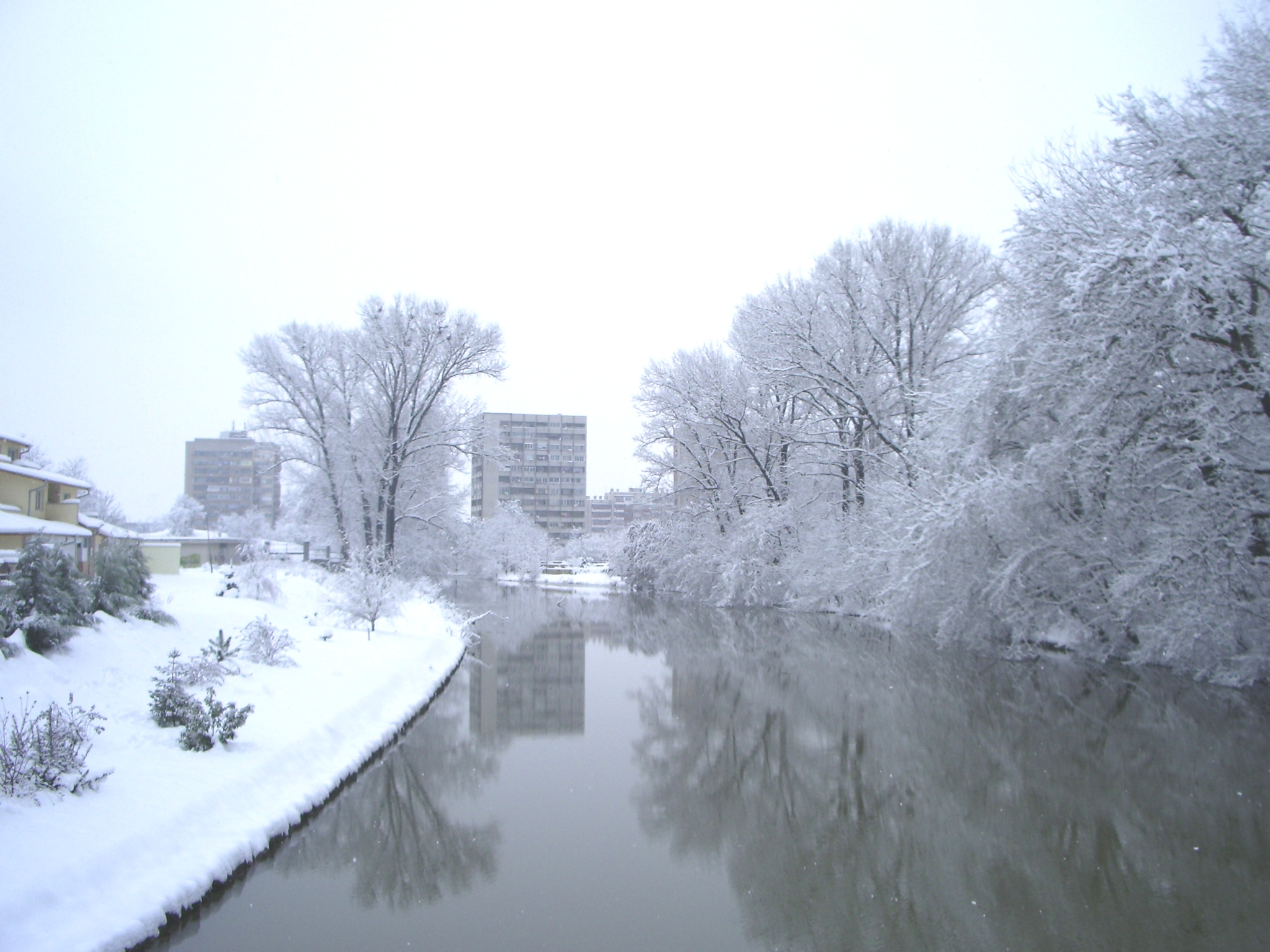
Râul Tundja - între stadion şi parcul orăşenesc

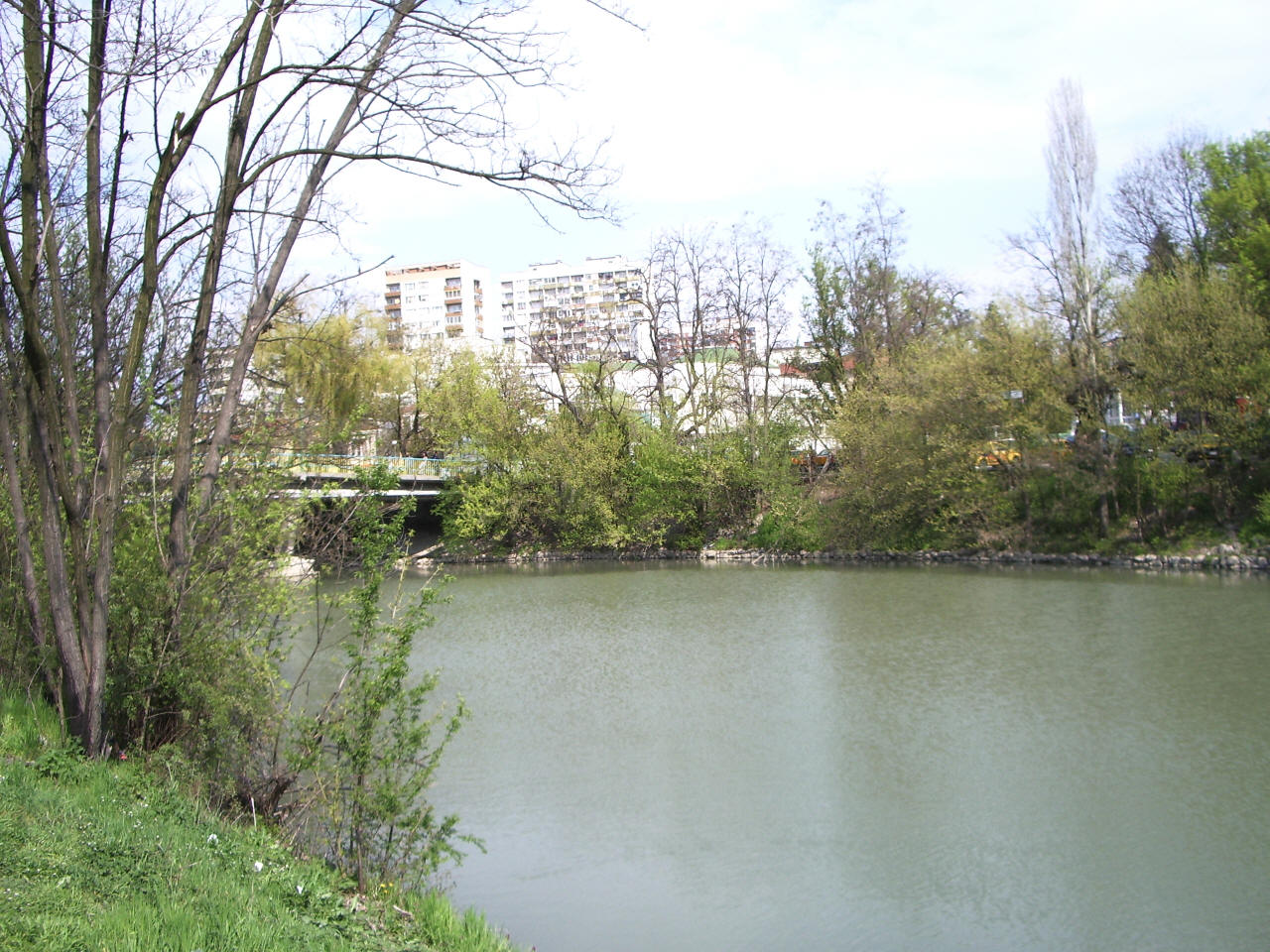
Râul Tundja la Iambol (Bulgaria) - Podul care leagă fostul Ștrand cu ape minerale și Hotelul Tundja cu Parcul orășenesc

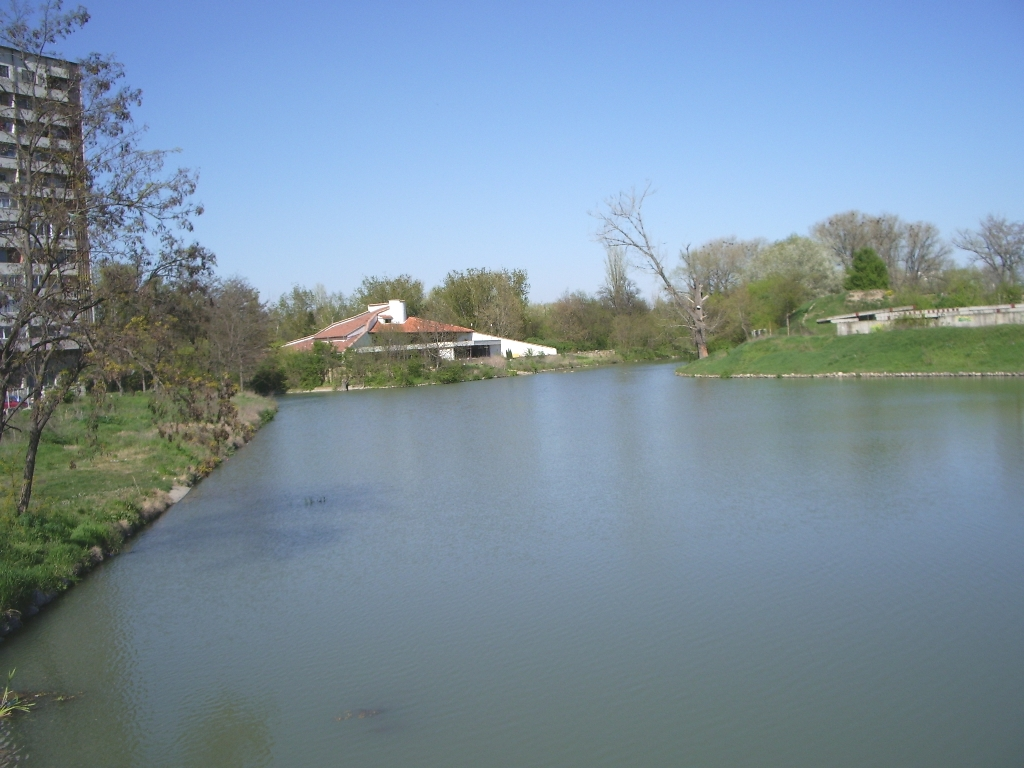
Râul Tundja la Iambol (Bulgaria) - în apropiere de stadion și Parcul orășenesc

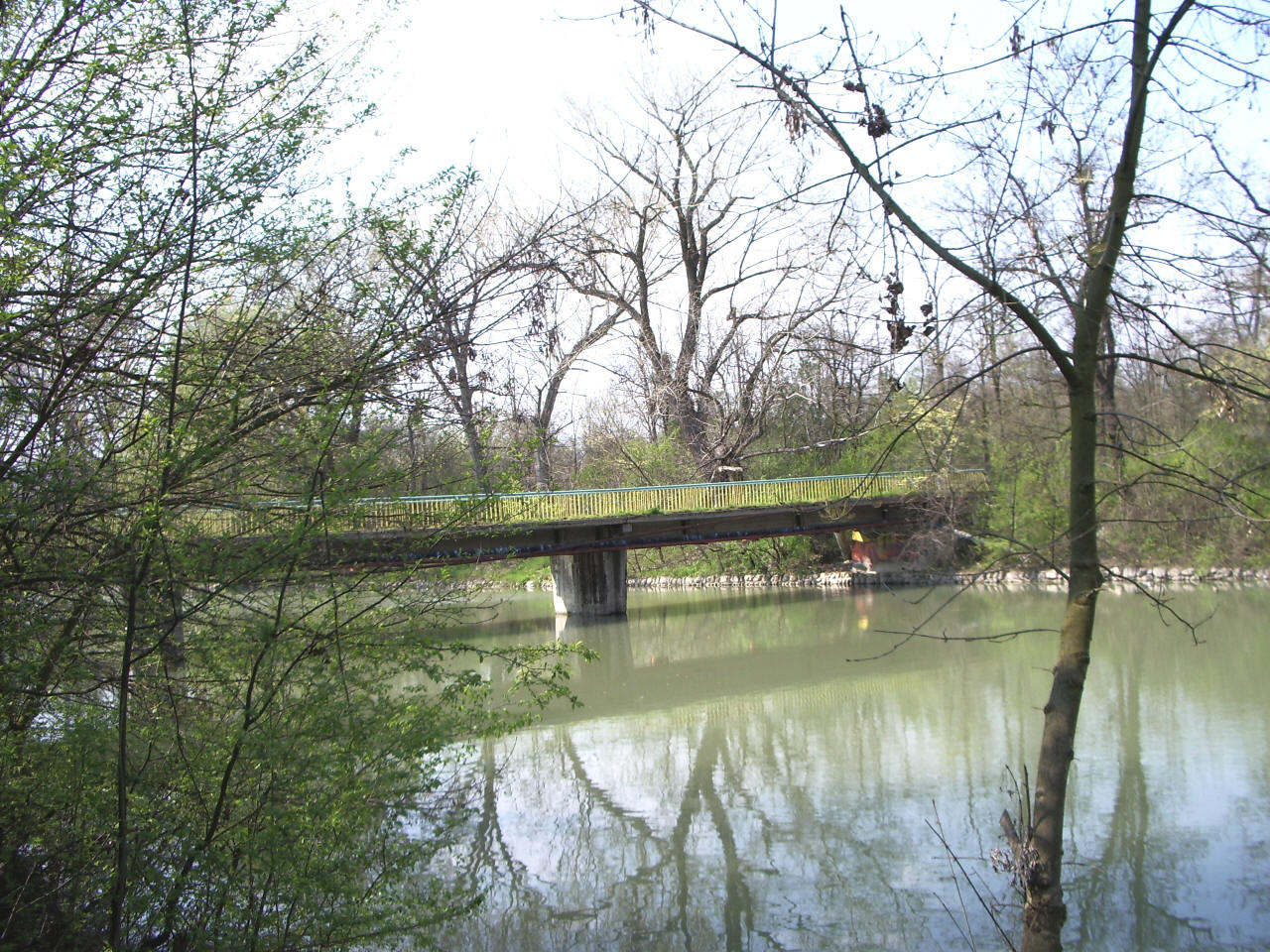
Podul de lângă Liceul Tehnic
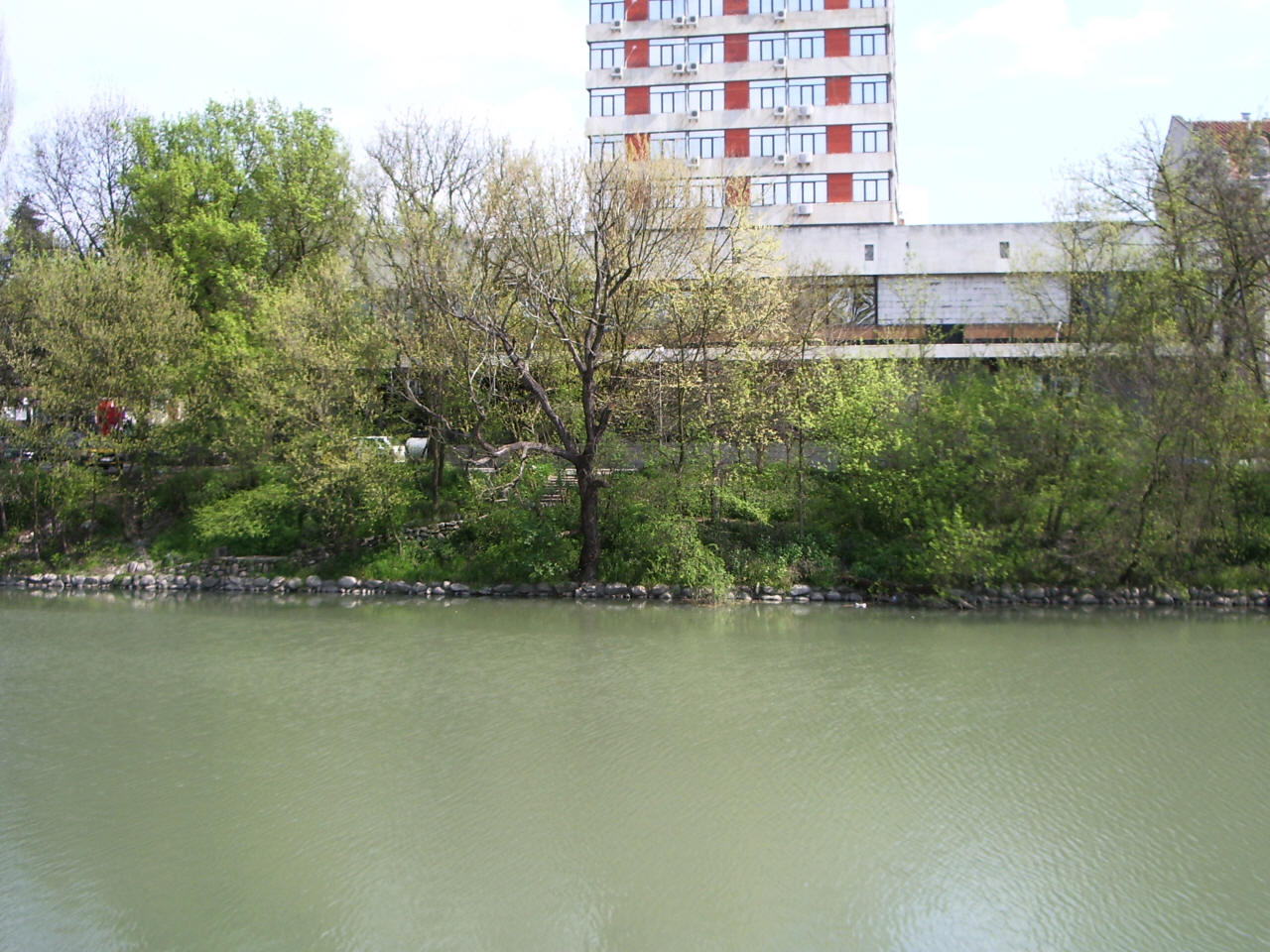
Hotelul Tundja din Iambol
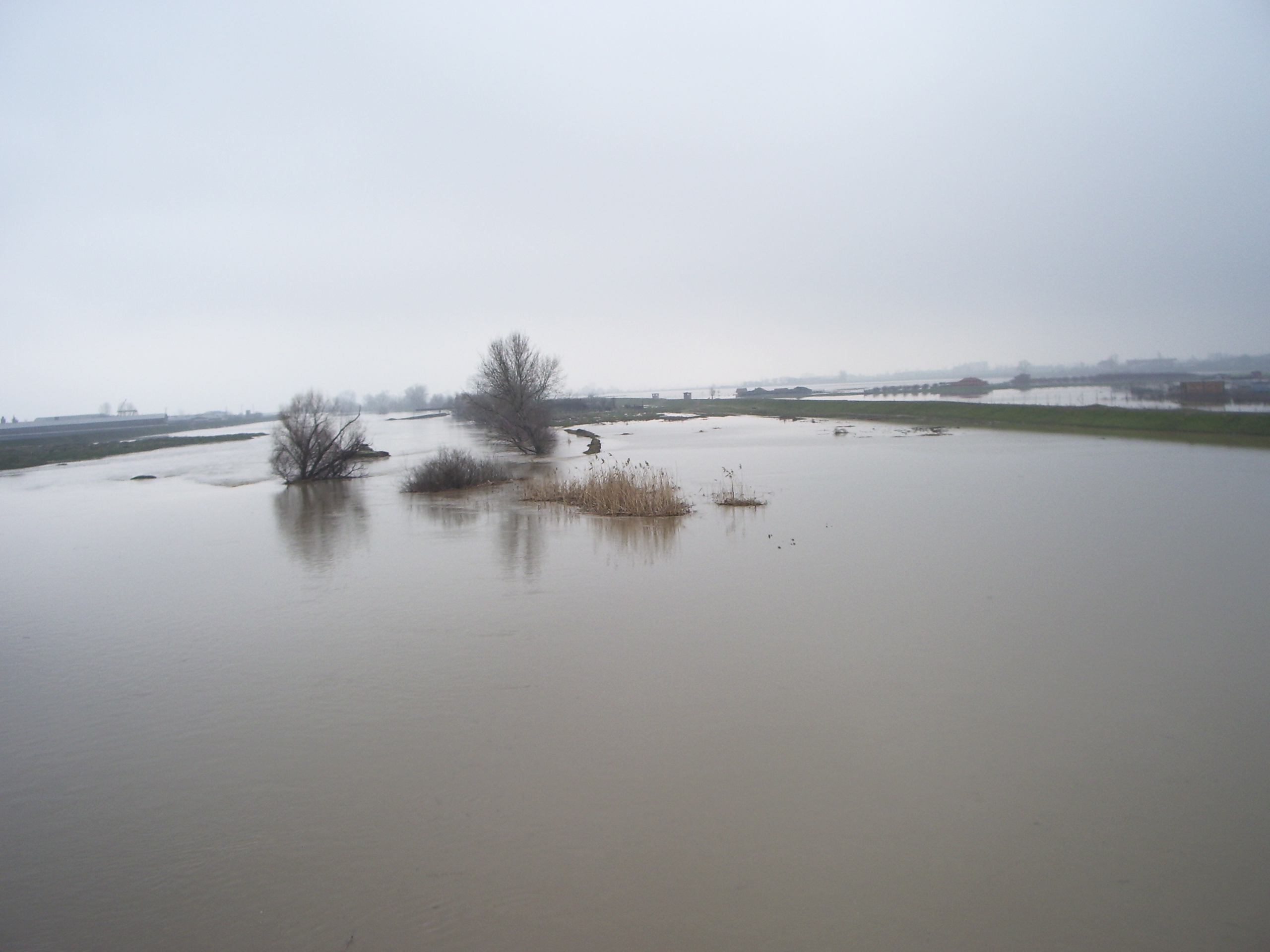
Râul Tundja - inundaţiile din 18 februarie 2010

Imagini ale râului Tundja în apropiere de Elhovo:

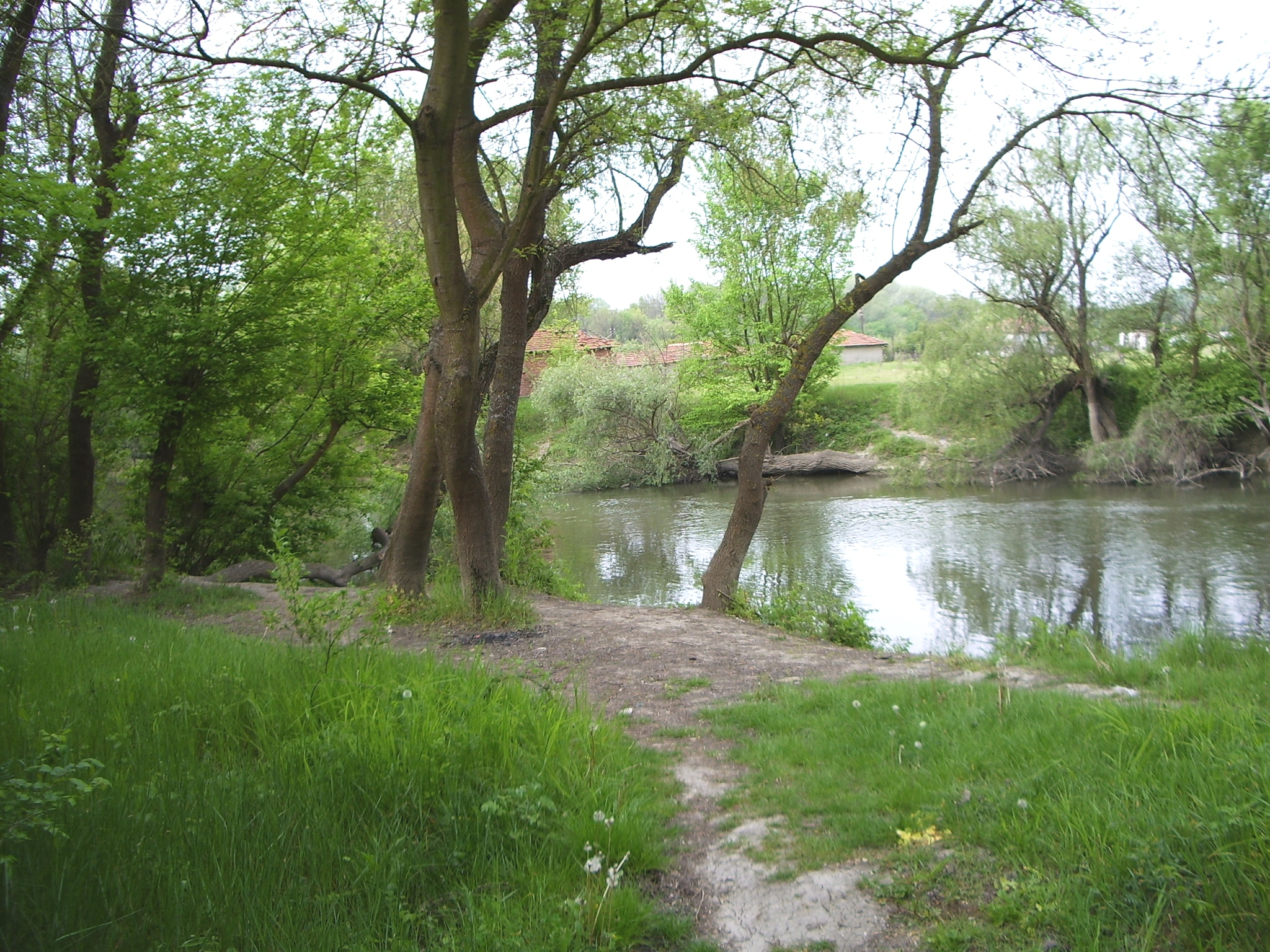
Lângă Parcul oraşului Elhovo
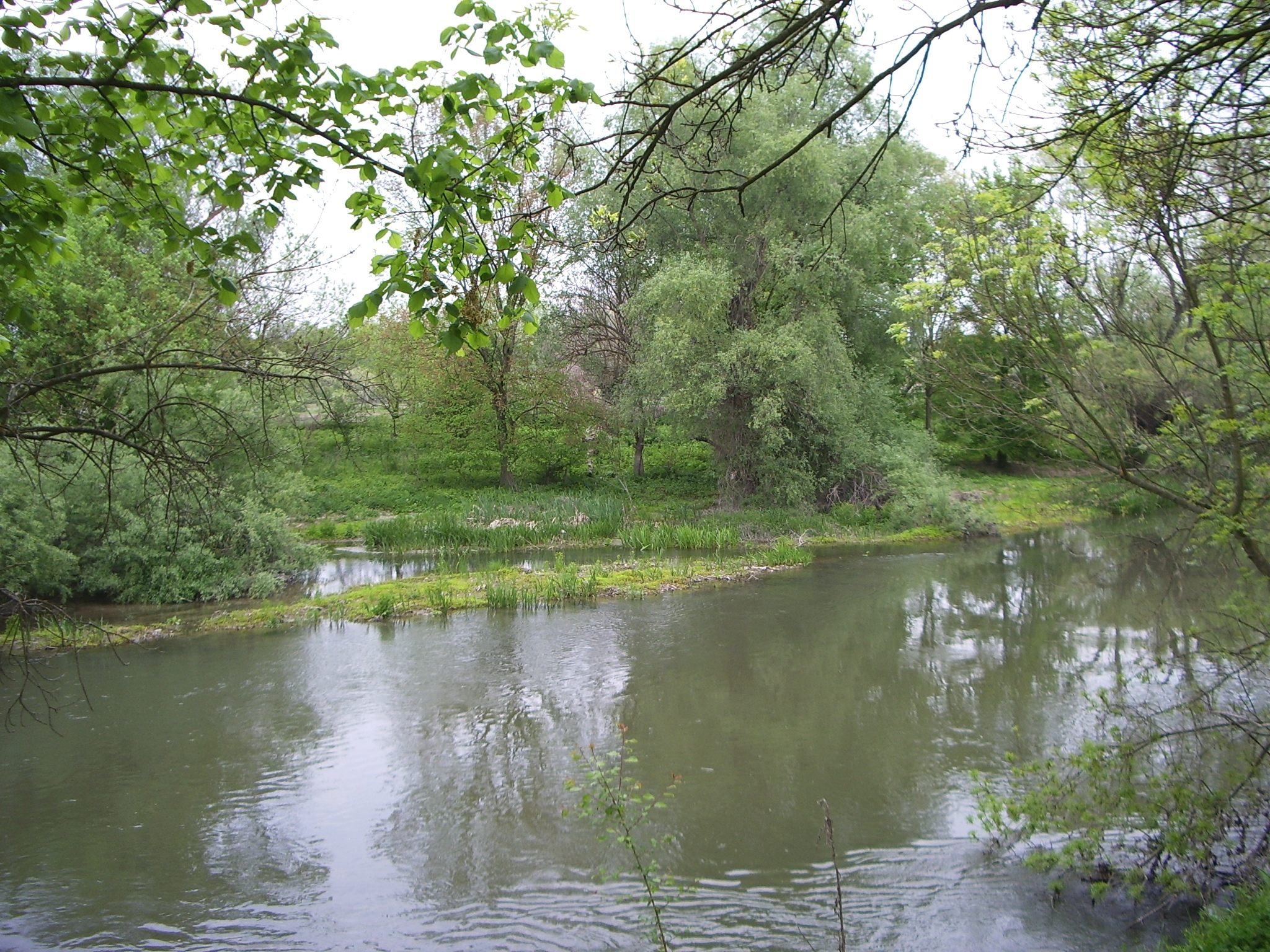
Lângă Elhovo